# (464114) 2014 WT458
(464114) 2014 WT458 es un asteroide perteneciente al cinturón de asteroides, descubierto el 6 de diciembre de 2005 por el equipo Spacewatch desde el Observatorio Nacional de Kitt Peak (Arizona, Estados Unidos).